# Amy Carmichael

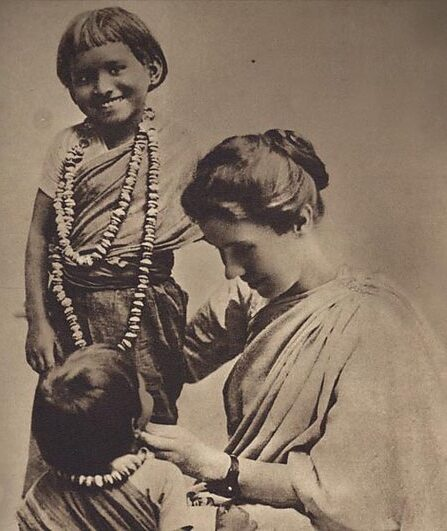
Amy Carmichael mit zwei Kindern

Amy Wilson Carmichael (* 16. Dezember 1867 in Millisle, County Down, Nordirland; † 18. Januar 1951) war eine Indien-Missionarin und Autorin. Sie eröffnete ein Waisenhaus und gründete eine Missionsstation in Dohnavur. 55 Jahre lang arbeitete sie in Indien ohne Heimaturlaub und schrieb viele Bücher über ihre missionarische Arbeit.

## Frühes Leben
Amy Wilson Carmichael wurde in dem kleinen Dorf Millisle, County Down in Nordirland, geboren, als Älteste von sieben Geschwistern. Ihre Eltern waren David und Catherine Carmichael, gläubige Presbyterianer. Aus ihrer Kindheit wurde erzählt, dass sie oft betete, Jesus möge ihr blaue statt ihrer braunen Augen geben. Sie war sehr enttäuscht, als sie keine blauen Augen bekam. Als Erwachsene jedoch erkannte sie, dass sie viel besser von den Indern akzeptiert wurde, weil sie auch deren Augenfarbe hatte, und dass es ihr mit blauen Augen viel schwerer geworden wäre, dort Fuß zu fassen. Amys Vater starb, als sie 18 war.
Carmichael war Gründerin der Welcome Evangelical Church in Belfast. Die Geschichte der Gemeinde begann damit, dass sie Mitte der 1880er Jahre eine Sonntagmorgen-Klasse für „Shawlies“ sammelte; das waren Arbeitermädchen, die Schals statt Hüte trugen (Mill girls). Sie trafen sich im Gemeindesaal der Presbyterianischen Rosemary-Street-Kirche. Diese Arbeit erwies sich als sehr erfolgreich. Die Zusammenkünfte der „Shawlies“ wuchsen so sehr, dass Amy schließlich eine Halle mit Platz für 500 Personen benötigte. Genau zu dieser Zeit sah sie eine Anzeige in der Zeitschrift „The Christian“, in der eine Halle aus einer Eisenkonstruktion angeboten wurde, die 500 Personen fassen konnte und 500 £ kostete. Eine Spende in Höhe von 500 £ von Miss Kate Mitchell und dazu die Spende eines Grundstücks von einem der Mühlenbesitzer ermöglichte die Errichtung der ersten Welcome Hall an der Ecke Cambrai-Street / Heather Street in Belfast im Jahr 1887. Amy arbeitete in der Welcome Church, bis sie 1889 ein Ruf aus Manchester erreichte. Sie wurde gebeten, auch dort unter den Mill Girls zu arbeiten, bevor sie schließlich in die Missionsarbeit ging.
In vielerlei Hinsicht war sie für diese Arbeit ungeeignet. Sie litt unter Neuralgie, einer Nervenerkrankung, wodurch sie ständig Schwächegefühle und Schmerzen hatte. Oft war sie für Wochen bettlägerig. Bei der Keswick Convention 1887 hörte sie Hudson Taylor, den Gründer der China-Inland-Mission, über missionarisches Leben sprechen. Bald darauf war sie sich ihrer Berufung in die Missionsarbeit sicher. Sie bewarb sich bei der China-Inland-Mission und bereitete sich dann in London auf die Mission vor. Dort traf sie die Schriftstellerin und China-Missionarin Mary Geraldine Guinness, die sie ermutigte, in die Mission zu gehen. Sie war zwar bereit, nach Asien in ein Missionsgebiet zu reisen, wurde aber wegen ihres Gesundheitszustandes für untauglich befunden. Sie verschob ihre Missionars-Laufbahn bei der China-Inland-Mission und beschloss, der Church Missionary Society beizutreten.

## Arbeit in Indien
Zunächst reiste Carmichael für 15 Monate nach Japan, aber nach einer kurzen Dienstzeit in Lanka fand sie ihre lebenslange Berufung in Indien, für die sie von der Church of England Zenana Mission beauftragt wurde. Sie erlebte Tempelprostitution und Kinderhandel: Es gab Tempel-Kinder, junge Mädchen die oft mit nur fünf Jahren in den Tempel als Prostituierte gezwungen wurden, um Geld für die Hindu-Priester zu verdienen (Devadasi, eigentlich Tempel-Tänzerinnen), und als Opfer der Eltern für die Götter. Carmichael beschäftigte sich mit ihnen und konnte einige aus der Zwangsprostitution retten. Die von ihr gegründete Organisation Dohnavur Fellowship wurde ein Refugium für über tausend Kinder. Dohnavur liegt in Tamil Nadu, 30 Meilen von der Südspitze Indiens entfernt.
In dem Bemühen, die indische Kultur zu respektieren, trugen Mitglieder der Organisation indische Kleidung und den Kindern wurden indische Namen gegeben. Auch Carmichael trug indische Kleidung und färbte ihre Haut mit Kaffeesatz, um sie dunkler zu machen. So reiste sie oft weite Strecken, um manchmal nur ein Kind zu retten.
Während ihrer Tätigkeit in Indien erhielt Amy einen Brief von einer jungen Frau, die erwog, selbst in die Mission zu gehen. Diese fragte Amy: „Was macht missionarisches Leben aus?“ Amy schrieb einfach zurück: „Missionarisches Leben ist einfach eine Möglichkeit zu sterben.“
Carmichael war auch eine überaus produktive Autorin; sie veröffentlichte 35 Bücher, u. a.: Mission Work in Southern India (1903), His Thoughts Said... His Father Said (1951), If (1953), Edges of His Ways (1955) and God's Missionary (1957).

## Letzte Zeit und Vermächtnis
Im Jahr 1931 war Carmichael nach einem Sturz ans Bett gefesselt. An der Verletzung und deren Folgen hatte sie bis zu ihrem Tod zu leiden. Sie starb in Indien 1951 im Alter von 83 Jahren; und sie bat darum, keinen Grabstein zu bekommen, sondern eine Vogeltränke mit der Aufschrift „Amma“ – in Tamil „Mutter“.
Ihr Beispiel als Missionarin inspirierte z. B. Jim Elliot und dessen Frau Elisabeth.

## Werke (Auswahl)
- From Sunrise Land: Letters from Japan. Marshall, 1895
- Things as they are; mission work in southern India. Morgan & Scott, London 1905
- Overweights of Joy. 1906
- Lotus Buds. Morgan & Scott, London 1912
- Walker of Tinnevelly. Morgan & Scott, London 1916 (Biografie von Thomas Walker)
- Ragland, pioneer. S.P.C.K. Depository, Madras 1922 (Biografie von Thomas Gajetan Ragland)
- Ploughed Under: The Story of a Little Lover. Society for Promoting Christian Knowledge (SPCK), 1934
- Candles in the Dark. Christian Literature Crusade, 1982
- Rose from Brier. Christian Literature Crusade, 1972
- Mimosa: A True Story. CLC Publications, 2005
- If. Christian Literature Crusade, 1999
- Gold Cord. Christian Literature Crusade, 1957
- Edges of His Ways. Christian Literature Crusade, Fort Washington 1955
- Mountain Breezes: The Collected Poems of Amy Carmichael. Christian Literature Crusade, 1999
- Whispers of His Power. CLC Publications, 1993
- Thou Givest They Gather. CLC Publications, 1970
- Kohila: The Shaping of an Indian Nurse. CLC Publications, July 2002

## Biographien
- Elisabeth Elliot: A Chance to Die: the Life and Legacy of Amy Carmichael. Fleming H. Revell Company, Old Tappan, NJ 1987, ISBN 0-8007-1535-7.
- Sam Wellman: Amy Carmichael: A Life Abandoned to God. Barbour Publishing, Uhrichville, Ohio 1998, ISBN 1-57748-364-2.
- Derick Bingham: The Wild-Bird Child: A Life of Amy Carmichael. Ambassador-Emerald International, 2004, ISBN 1-84030-144-9
- Frank Houghton: Amy Carmichael. Die Geschichte einer großen Frau. R. Brockhaus Verlag, Wuppertal 1990, ISBN 3-417-20830-0.
- Hildegard Horie: Denn Götter weinen nicht – Amy Carmichael und ihre Tempelkinder. Esras.net, Niederbüren, 2017 (2. Aufl.) ISBN 978-3-905899-92-4.

| Personendaten    | Personendaten                     |
| ---------------- | --------------------------------- |
| NAME             | Carmichael, Amy                   |
| ALTERNATIVNAMEN  | Wilson Carmichael, Amy            |
| KURZBESCHREIBUNG | britische Missionarin und Autorin |
| GEBURTSDATUM     | 16. Dezember 1867                 |
| GEBURTSORT       | Millisle, County Down, Nordirland |
| STERBEDATUM      | 18. Januar 1951                   |